# Hexabrombiphenyl
Hexabrombiphenyl ist eine Mischung von bis zu 42 chemischen Verbindungen (Kongenere) aus der Gruppe der aromatischen Halogenkohlenwasserstoffe, genauer der polybromierten Biphenyle (PBB). Sie besitzt ein Biphenyl-Grundgerüst (zwei über eine Einfachbindung verknüpfte Benzolringe) an dem sechs Wasserstoff- durch Bromatome ersetzt sind. Seit 2010 sind Herstellung und Verwendung weltweit verboten.

## Gewinnung und Darstellung
Allgemein werden PBB werden durch Bromierung von Biphenyl mittels Aluminiumchlorid (AlCl3) als Katalysator hergestellt. Bei der Reaktion entstehen auch andere polybromierten Biphenyle, wodurch die technischen Produkte wie FireMaster FF-1 und FireMaster BP-6 außer den Kongeneren auch noch eine Reihe anderer PBB, vor allem Pentabrombiphenyle und Heptabrombiphenyle enthalten, aber auch andere Verbindungen wie polybromierte Naphthaline. Hauptbestandteile dieser beiden Produkte sind die Kongenere 2,2′,4,4′,5,5′-Hexabrombiphenyl (BB-153) mit einem Anteil von etwa 50 % und 2,2′,3,4,4′,5,5′-Heptabrombiphenyl (BB-180) mit einem Anteil von 7 bis 25 %.

## Verwendung
Hexabrombiphenyl wird seit den 1970er-Jahren als Flammschutzmittel in vielen Kunststoffen und Textilien eingesetzt und ist der verbreitetste der PBB. Im Elektroschrott wurde in einer 2011 durchgeführten Studie eine durchschnittliche Konzentrationen von 3 ppm gefunden, was das Vorkommen von HBB in elektronischen Geräten bestätigte.

## Sicherheitshinweise
PBB gehören zu den langlebigen organischen Schadstoffen (POP) und stehen im Verdacht, toxisch und karzinogen sowie leberschädigend zu sein. Außerdem werden toxische Eigenschaften mit Folgen wie Gedächtnis- und Muskelschwäche und Immundefekten vermutet. Deshalb ist seit dem 1. Juli 2006 es gemäß Elektro- und Elektronikgerätegesetz (ElektroG vom 16. März 2005) und EU-Verordnung 2002/95/EG (RoHS) verboten, neue Elektro- und Elektronikgeräte in Verkehr zu bringen, die mehr als 0,1 Gewichtsprozent PBB je homogenem Werkstoff enthalten. Der Einsatz von Textilien ist verboten. In der freien Natur wird Hexabrombiphenyl mit einer erhöhten Krebsrate bei Tasmanischen Teufeln in Verbindung gebracht. Im Mai 2009 wurde Hexabrombiphenyl in die Anlage A des Stockholmer Übereinkommens aufgenommen, so dass die Herstellung und die Verwendung weltweit seit 2010 verboten ist.

## Kongenere
Die Kongenere von Hexabrombiphenyl sind:
- BB-128, 2,2′,3,3′,4,4′-Hexabrombiphenyl,[S 2] CAS-Nummer: 82865-89-2
- BB-129, 2,2′,3,3′,4,5-Hexabrombiphenyl[S 3]
- BB-130, 2,2′,3,3′,4,5′-Hexabrombiphenyl,[S 4] CAS-Nummer: 82865-90-5
- BB-131, 2,2′,3,3′,4,6-Hexabrombiphenyl[S 5]
- BB-132, 2,2′,3,3′,4,6′-Hexabrombiphenyl,[S 6] CAS-Nummer: 119264-50-5
- BB-133, 2,2′,3,3′,5,5′-Hexabrombiphenyl,[S 7] CAS-Nummer: 55066-76-7
- BB-134, 2,2′,3,3′,5,6-Hexabrombiphenyl[S 8]
- BB-135, 2,2′,3,3′,5,6′-Hexabrombiphenyl,[S 9] CAS-Nummer: 119264-51-6
- BB-136, 2,2′,3,3′,6,6′-Hexabrombiphenyl[S 10]
- BB-137, 2,2′,3,4,4′,5-Hexabrombiphenyl,[S 11] CAS-Nummer: 81381-52-4
- BB-138, 2,2′,3,4,4′,5′-Hexabrombiphenyl,[S 12] CAS-Nummer: 67888-98-6
- BB-139, 2,2′,3,4,4′,6-Hexabrombiphenyl[S 13]
- BB-140, 2,2′,3,4,4′,6′-Hexabrombiphenyl[S 14]
- BB-141, 2,2′,3,4,5,5′-Hexabrombiphenyl,[S 15] CAS-Nummer: 120991-47-1
- BB-142, 2,2′,3,4,5,6-Hexabrombiphenyl[S 16]
- BB-143, 2,2′,3,4,5,6′-Hexabrombiphenyl[S 17]
- BB-144, 2,2′,3,4,5′,6-Hexabrombiphenyl,[S 18] CAS-Nummer: 119264-52-7
- BB-145, 2,2′,3,4,6,6′-Hexabrombiphenyl[S 19]
- BB-146, 2,2′,3,4′,5,5′-Hexabrombiphenyl[S 20]
- BB-147, 2,2′,3,4′,5,6-Hexabrombiphenyl[S 21]
- BB-148, 2,2′,3,4′,5,6′-Hexabrombiphenyl[S 22]
- BB-149, 2,2′,3,4′,5′,6-Hexabrombiphenyl,[S 23] CAS-Nummer: 69278-59-7
- BB-150, 2,2′,3,4′,6,6′-Hexabrombiphenyl,[S 24] CAS-Nummer: 93261-83-7
- BB-151, 2,2′,3,5,5′,6-Hexabrombiphenyl,[S 25] CAS-Nummer: 119264-53-8
- BB-152, 2,2′,3,5,6,6′-Hexabrombiphenyl[S 26]
- BB-153, 2,2′,4,4′,5,5′-Hexabrombiphenyl,[S 27] CAS-Nummer: 59080-40-9
- BB-154, 2,2′,4,4′,5,6′-Hexabrombiphenyl,[S 28] CAS-Nummer: 36402-15-0
- BB-155, 2,2′,4,4′,6,6′-Hexabrombiphenyl,[S 29] CAS-Nummer: 59261-08-4
- BB-156, 2,3,3′,4,4′,5-Hexabrombiphenyl,[S 30] CAS-Nummer: 77607-09-1
- BB-157, 2,3,3′,4,4′,5′-Hexabrombiphenyl[S 31] CAS-Nummer: 84303-47-9
- BB-158, 2,3,3′,4,4′,6-Hexabrombiphenyl[S 32]
- BB-159, 2,3,3′,4,5,5′-Hexabrombiphenyl,[S 33] CAS-Nummer: 120991-48-2
- BB-160, 2,3,3′,4,5,6-Hexabrombiphenyl[S 34]
- BB-161, 2,3,3′,4,5′,6-Hexabrombiphenyl[S 35]
- BB-162, 2,3,3′,4′,5,5′-Hexabrombiphenyl[S 36]
- BB-163, 2,3,3′,4′,5,6-Hexabrombiphenyl[S 37]
- BB-164, 2,3,3′,4′,5′,6-Hexabrombiphenyl,[S 38] CAS-Nummer: 82865-91-6
- BB-165, 2,3,3′,5,5′,6-Hexabrombiphenyl[S 39]
- BB-166, 2,3,4,4′,5,6-Hexabrombiphenyl[S 40]
- BB-167, 2,3′,4,4′,5,5′-Hexabrombiphenyl,[S 41] CAS-Nummer: 67888-99-7
- BB-168, 2,3′,4,4′,5′,6-Hexabrombiphenyl,[S 42] CAS-Nummer: 84303-48-0
- BB-169, 3,3′,4,4′,5,5′-Hexabrombiphenyl,[S 43] CAS-Nummer: 60044-26-0

## Analytischer Nachweis
Der chemisch-analytische Nachweis in Umweltproben, Lebens- und Futtermitteln erfolgt nach geeigneter Probenvorbereitung zur Abtrennung der Matrix und gaschromatographischer Abtrennung von Nebenkomponenten mittels hochauflösender massenspektrometrischer Techniken wie der Flugzeitmassenspektrometrie (Time-Of-Flight-Massenspektrometrie).

## Externe Links zu erwähnten Verbindungen
1. ↑  Externe Identifikatoren von bzw. Datenbank-Links zu FireMaster FF 1:  CAS-Nr.: 67774-32-7, EG-Nr.: 614-131-1, ECHA-InfoCard: 100.123.029, Wikidata: Q134885580.
2. ↑  Externe Identifikatoren von bzw. Datenbank-Links zu 2,2′,3,3′,4,4′-Hexabrombiphenyl:  CAS-Nr.: 82865-89-2, PubChem: 154482, ChemSpider: 136103, Wikidata: Q1616644.
3. ↑  Externe Identifikatoren von bzw. Datenbank-Links zu 2,2′,3,3′,4,5-Hexabrombiphenyl:  CAS-Nr.: 245657-50-5, PubChem: 53641664, ChemSpider: 34986054, Wikidata: Q27284262.
4. ↑  Externe Identifikatoren von bzw. Datenbank-Links zu 2,2′,3,3′,4,5′-Hexabrombiphenyl:  CAS-Nr.: 82865-90-5, PubChem: 154483, ChemSpider: 136104, Wikidata: Q27282780.
5. ↑  Externe Identifikatoren von bzw. Datenbank-Links zu 2,2′,3,3′,4,6-Hexabrombiphenyl:  CAS-Nr.: 2181002-91-3, PubChem: 90478971, ChemSpider: 34986053, Wikidata: Q27284170.
6. ↑  Externe Identifikatoren von bzw. Datenbank-Links zu 2,2′,3,3′,4,6′-Hexabrombiphenyl:  CAS-Nr.: 119264-50-5, PubChem: 153886, ChemSpider: 135626, Wikidata: Q27288538.
7. ↑  Externe Identifikatoren von bzw. Datenbank-Links zu 2,2′,3,3′,5,5′-Hexabrombiphenyl:  CAS-Nr.: 55066-76-7, PubChem: 154367, ChemSpider: 135998, Wikidata: Q27278386.
8. ↑  Externe Identifikatoren von bzw. Datenbank-Links zu 2,2′,3,3′,5,6-Hexabrombiphenyl:  CAS-Nr.: 2181002-92-4, PubChem: 90478731, ChemSpider: 34986052, Wikidata: Q27268471.
9. ↑  Externe Identifikatoren von bzw. Datenbank-Links zu 2,2′,3,3′,5,6′-Hexabrombiphenyl:  CAS-Nr.: 119264-51-6, PubChem: 153887, ChemSpider: 135627, Wikidata: Q27281386.
10. ↑  Externe Identifikatoren von bzw. Datenbank-Links zu 2,2′,3,3′,6,6′-Hexabrombiphenyl:  CAS-Nr.: 955955-53-0, PubChem: 90478970, ChemSpider: 34986050, Wikidata: Q27282986.
11. ↑  Externe Identifikatoren von bzw. Datenbank-Links zu 2,2′,3,4,4′,5-Hexabrombiphenyl:  CAS-Nr.: 81381-52-4, PubChem: 154478, ChemSpider: 136100, Wikidata: Q27261665.
12. ↑  Externe Identifikatoren von bzw. Datenbank-Links zu 2,2′,3,4,4′,5′-Hexabrombiphenyl:  CAS-Nr.: 67888-98-6, PubChem: 119124, ChemSpider: 106434, Wikidata: Q27279994.
13. ↑  Externe Identifikatoren von bzw. Datenbank-Links zu 2,2′,3,4,4′,6-Hexabrombiphenyl:  CAS-Nr.: 2181002-93-5, PubChem: 37420, ChemSpider: 34986045, Wikidata: Q27292102.
14. ↑  Externe Identifikatoren von bzw. Datenbank-Links zu 2,2′,3,4,4′,6′-Hexabrombiphenyl:  CAS-Nr.: 955955-55-2, PubChem: 90478546, ChemSpider: 34986042, Wikidata: Q27253820.
15. ↑  Externe Identifikatoren von bzw. Datenbank-Links zu 2,2′,3,4,5,5′-Hexabrombiphenyl:  CAS-Nr.: 120991-47-1, PubChem: 180001, ChemSpider: 156648, Wikidata: Q27255600.
16. ↑  Externe Identifikatoren von bzw. Datenbank-Links zu 2,2′,3,4,5,6-Hexabrombiphenyl:  CAS-Nr.: 2181002-94-6, PubChem: 22023651, ChemSpider: 26467396, Wikidata: Q27288102.
17. ↑  Externe Identifikatoren von bzw. Datenbank-Links zu 2,2′,3,4,5,6′-Hexabrombiphenyl:  CAS-Nr.: 2181002-95-7, PubChem: 90478490, ChemSpider: 34986056, Wikidata: Q27253953.
18. ↑  Externe Identifikatoren von bzw. Datenbank-Links zu 2,2′,3,4,5′,6-Hexabrombiphenyl:  CAS-Nr.: 119264-52-7, PubChem: 153888, ChemSpider: 135628, Wikidata: Q27256211.
19. ↑  Externe Identifikatoren von bzw. Datenbank-Links zu 2,2′,3,4,6,6′-Hexabrombiphenyl:  CAS-Nr.: 2181002-96-8, PubChem: 90478972, ChemSpider: 34986055, Wikidata: Q27293736.
20. ↑  Externe Identifikatoren von bzw. Datenbank-Links zu 2,2′,3,4′,5,5′-Hexabrombiphenyl:  CAS-Nr.: 144978-88-1, PubChem: 85666271, ChemSpider: 34986058, Wikidata: Q27269120.
21. ↑  Externe Identifikatoren von bzw. Datenbank-Links zu 2,2′,3,4′,5,6-Hexabrombiphenyl:  CAS-Nr.: 2181002-97-9, PubChem: 90478966, ChemSpider: 34986057, Wikidata: Q27268157.
22. ↑  Externe Identifikatoren von bzw. Datenbank-Links zu 2,2′,3,4′,5,6′-Hexabrombiphenyl:  CAS-Nr.: 955955-54-1, PubChem: 90478739, ChemSpider: 34986046, Wikidata: Q27295772.
23. ↑  Externe Identifikatoren von bzw. Datenbank-Links zu 2,2′,3,4′,5′,6-Hexabrombiphenyl:  CAS-Nr.: 69278-59-7, PubChem: 155277, ChemSpider: 136787, Wikidata: Q27265564.
24. ↑  Externe Identifikatoren von bzw. Datenbank-Links zu 2,2′,3,4′,6,6′-Hexabrombiphenyl:  CAS-Nr.: 93261-83-7, PubChem: 154496, ChemSpider: 136116, Wikidata: Q27256280.
25. ↑  Externe Identifikatoren von bzw. Datenbank-Links zu 2,2′,3,5,5′,6-Hexabrombiphenyl:  CAS-Nr.: 119264-53-8, PubChem: 153889, ChemSpider: 135629, Wikidata: Q27293984.
26. ↑  Externe Identifikatoren von bzw. Datenbank-Links zu 2,2′,3,5,6,6′-Hexabrombiphenyl:  CAS-Nr.: 2181002-98-0, PubChem: 90478475, ChemSpider: 34984834, Wikidata: Q27260528.
27. ↑  Externe Identifikatoren von bzw. Datenbank-Links zu 2,2′,4,4′,5,5′-Hexabrombiphenyl:  CAS-Nr.: 59080-40-9, PubChem: 42948, ChemSpider: 39145, Wikidata: Q26840910.
28. ↑  Externe Identifikatoren von bzw. Datenbank-Links zu 2,2′,4,4′,5,6′-Hexabrombiphenyl:  CAS-Nr.: 36402-15-0, PubChem: 154282, ChemSpider: 135939, Wikidata: Q27255959.
29. ↑  Externe Identifikatoren von bzw. Datenbank-Links zu 2,2′,4,4′,6,6′-Hexabrombiphenyl:  CAS-Nr.: 59261-08-4, PubChem: 119134, ChemSpider: 106441, Wikidata: Q27288368.
30. ↑  Externe Identifikatoren von bzw. Datenbank-Links zu 2,3,3′,4,4′,5-Hexabrombiphenyl:  CAS-Nr.: 77607-09-1, PubChem: 119134, ChemSpider: 106441, Wikidata: Q27288368.
31. ↑  Externe Identifikatoren von bzw. Datenbank-Links zu 2,3,3′,4,4′,5′-Hexabrombiphenyl:  CAS-Nr.: 84303-47-9, ECHA-InfoCard: 100.239.206, PubChem: 158629, ChemSpider: 139544, Wikidata: Q26840774.
32. ↑  Externe Identifikatoren von bzw. Datenbank-Links zu 2,3,3′,4,4′,6-Hexabrombiphenyl:  CAS-Nr.: 144978-87-0, PubChem: 85666268, ChemSpider: 34986044, Wikidata: Q27282633.
33. ↑  Externe Identifikatoren von bzw. Datenbank-Links zu 2,3,3′,4,5,5′-Hexabrombiphenyl:  CAS-Nr.: 120991-48-2, PubChem: 153899, ChemSpider: 135639, Wikidata: Q27282320.
34. ↑  Externe Identifikatoren von bzw. Datenbank-Links zu 2,3,3′,4,5,6-Hexabrombiphenyl:  CAS-Nr.: 2181002-99-1, PubChem: 54291711, ChemSpider: 34986047, Wikidata: Q27286391.
35. ↑  Externe Identifikatoren von bzw. Datenbank-Links zu 2,3,3′,4,5′,6-Hexabrombiphenyl:  CAS-Nr.: 2181003-00-7, PubChem: 90478967, ChemSpider: 34986043, Wikidata: Q27277047.
36. ↑  Externe Identifikatoren von bzw. Datenbank-Links zu 2,3,3′,4′,5,5′-Hexabrombiphenyl:  CAS-Nr.: 2181003-01-8, PubChem: 90478968, ChemSpider: 34986048, Wikidata: Q27288028.
37. ↑  Externe Identifikatoren von bzw. Datenbank-Links zu 2,3,3′,4′,5,6-Hexabrombiphenyl:  CAS-Nr.: 2181003-02-9, PubChem: 90478969, ChemSpider: 34986049, Wikidata: Q27288371.
38. ↑  Externe Identifikatoren von bzw. Datenbank-Links zu 2,3,3′,4′,5′,6-Hexabrombiphenyl:  CAS-Nr.: 82865-91-6, PubChem: 154484, ChemSpider: 136105, Wikidata: Q27236234.
39. ↑  Externe Identifikatoren von bzw. Datenbank-Links zu 2,3,3′,5,5′,6-Hexabrombiphenyl:  CAS-Nr.: 2181003-03-0, PubChem: 90478965, ChemSpider: 34986051, Wikidata: Q27286779.
40. ↑  Externe Identifikatoren von bzw. Datenbank-Links zu 2,3,4,4′,5,6-Hexabrombiphenyl:  CAS-Nr.: 2181003-04-1, PubChem: 90478808, ChemSpider: 34983791, Wikidata: Q27236922.
41. ↑  Externe Identifikatoren von bzw. Datenbank-Links zu 2,3′,4,4′,5,5′-Hexabrombiphenyl:  CAS-Nr.: 67888-99-7, PubChem: 108023, ChemSpider: 97132, Wikidata: Q27276017.
42. ↑  Externe Identifikatoren von bzw. Datenbank-Links zu 2,3′,4,4′,5′,6-Hexabrombiphenyl:  CAS-Nr.: 84303-48-0, PubChem: 158630, ChemSpider: 139545, Wikidata: Q27290680.
43. ↑  Externe Identifikatoren von bzw. Datenbank-Links zu 3,3′,4,4′,5,5′-Hexabrombiphenyl:  CAS-Nr.: 60044-26-0, PubChem: 104942, ChemSpider: 94701, Wikidata: Q27285171.